# Caius Matius
Gaius Matius (Kr. e. 84 – 4?) római író.
Lovagi származású volt, politikával soha nem foglalkozott, még Julius Caesar kedvéért sem, akivel pedig szoros barátságban volt. Caesar ezt nem vette tőle rossz néven, és gyakran fordult tanácsért hozzá. Caesar halála, amelyet Róma érdekei miatt is fájlalt, mély gyászba ejtette, és meggyilkolt barátja iránti bámulatának nyíltan is kifejezést adott azzal, hogy Octavianus mellé állt. Cicero, aki különben szintén szerette Matiust, e lépését rossz néven vette, mire Matius magát nyíltan és határozottan igazolta. Róla voltak elnevezve a minutal Matianum és a mala Matiana. Írt egy munkát a konyhaművészetről és a pincészetről. Columella, idősebb Plinius és Marcus Apicius Gavius említik, de gyakran előfordul a neve Cicero levelezésében is.